# La Marseillaise 1985
De 6e editie van de La Marseillaise werd gehouden op 5 februari 1985 in Frankrijk. De wielerwedstrijd ging over 122 kilometer en werd gewonnen door de Fransman Charly Mottet gevolgd door Walter Planckaert en Paul Haghedooren.

## Uitslag
| La Marseillaise 1985 |                     |                   |          |
| Plaats               | Naam                | Ploeg             | Tijd     |
| Winnaar              | Charly Mottet       | Renault-Elf       | 3u02'09" |
| 2                    | Walter Planckaert   | Panasonic         | z.t.     |
| 3                    | Paul Haghedooren    | Lotto-Eddy Merckx | z.t.     |
| 4                    | Jörg Müller         | Skil-Sem-KAS-Miko | z.t.     |
| 5                    | François Lemarchand | Fagor             | z.t.     |
| 6                    | Steven Rooks        | Panasonic         | z.t.     |
| 7                    | Theo de Rooij       | Panasonic         | +12"     |
| 8                    | Laurent Fignon      | Renault-Elf       | +13"     |
| 9                    | Eric Vanderaerden   | Panasonic         | +15"     |
| 10                   | Dominique Garde     | Skil-Sem-KAS-Miko | z.t.     |

1980 · 1981 · 1982 · 1983 · 1984 · 1985 · 1986 · 1987 · 1988 · 1989 · 1990 · 1991 · 1992 · 1993 · 1994 · 1995 · 1996 · 1997 · 1998 · 1999 · 2000 · 2001 · 2002 · 2003 · 2004 · 2005 · 2006 · 2007 · 2008 · 2009 · 2010 · 2011 · 2012 · 2013 · 2014 · 2015 · 2016 · 2017 · 2018 · 2019 · 2020 · 2021 · 2022 · 2023 · 2024 · 2025